# 森元斎
森 元斎（もり もとなお（げんさい）、1983年 - ）は、日本の哲学者。専攻は、哲学・思想史。学位は博士（人間科学）（大阪大学、2015年）。長崎大学多文化社会学部准教授。

## 経歴
東京都出身。東京都立三鷹高等学校卒、中央大学文学部哲学科卒業、大阪大学大学院人間科学研究科修了。日本学術振興会特別研究員、パリ第十大学研究員などを経て、2019年より長崎大学多文化社会学部准教授。

## 人物
アルフレッド・ノース・ホワイトヘッド哲学を中心とした現代思想や、アナキズムに関する思想の研究を行っている。

## 著書

### 単著
- 『具体性の哲学：ホワイトヘッドの知恵・生命・社会への思考』以文社、2015年
- 『アナキズム入門』筑摩書房＜ちくま新書＞、2017年
- 『国道3号線：抵抗の民衆史』共和国、2020年
- 『もう革命しかないもんね』晶文社、2021年
- 『死なないための暴力論』集英社インターナショナル、2024年
- 『ただ生きるアナキズム』青弓社、2024年

### 共編著
- （金森修・近藤和敬・森元斎）責任編集『VOL　05』（特集：エピステモロジー：知の未来のために）以文社、 2011年
- （ギュルベヤズ・アブドゥルラッハマン・葉柳和則・森元斎）『多文化社会学解体新書：21世紀の人文・社会科学入門』松本工房、2021年
- （森元斎）編『思想としてのアナキズム』以文社、 2024年

### 訳書
- （コスタス・ラパヴィツァス、ハイナー・フラスベック）『ギリシア　デフォルト宣言：ユーロ圏の危機と緊縮財政』（村澤真保呂との共訳）河出書房新社、2015年
- （グレアム・ハーマン）『思弁的実在論入門』（上尾真道との共訳）人文書院、2020年

## 出演
- エアレボリューション（ニコニコ生放送、2024年7月19日）